# Liste der Erzbischöfe und Bischöfe von Magdeburg

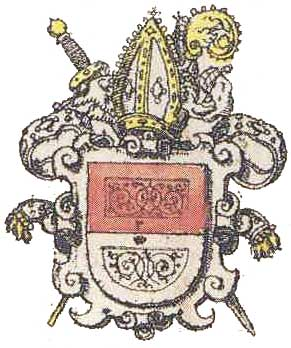
Wappen des Erzbistums Magdeburg nach Siebmachers Wappenbuch von 1605

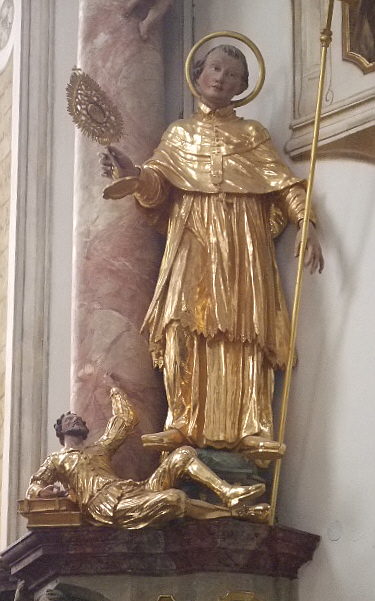
Hl. Norbert von Xanten

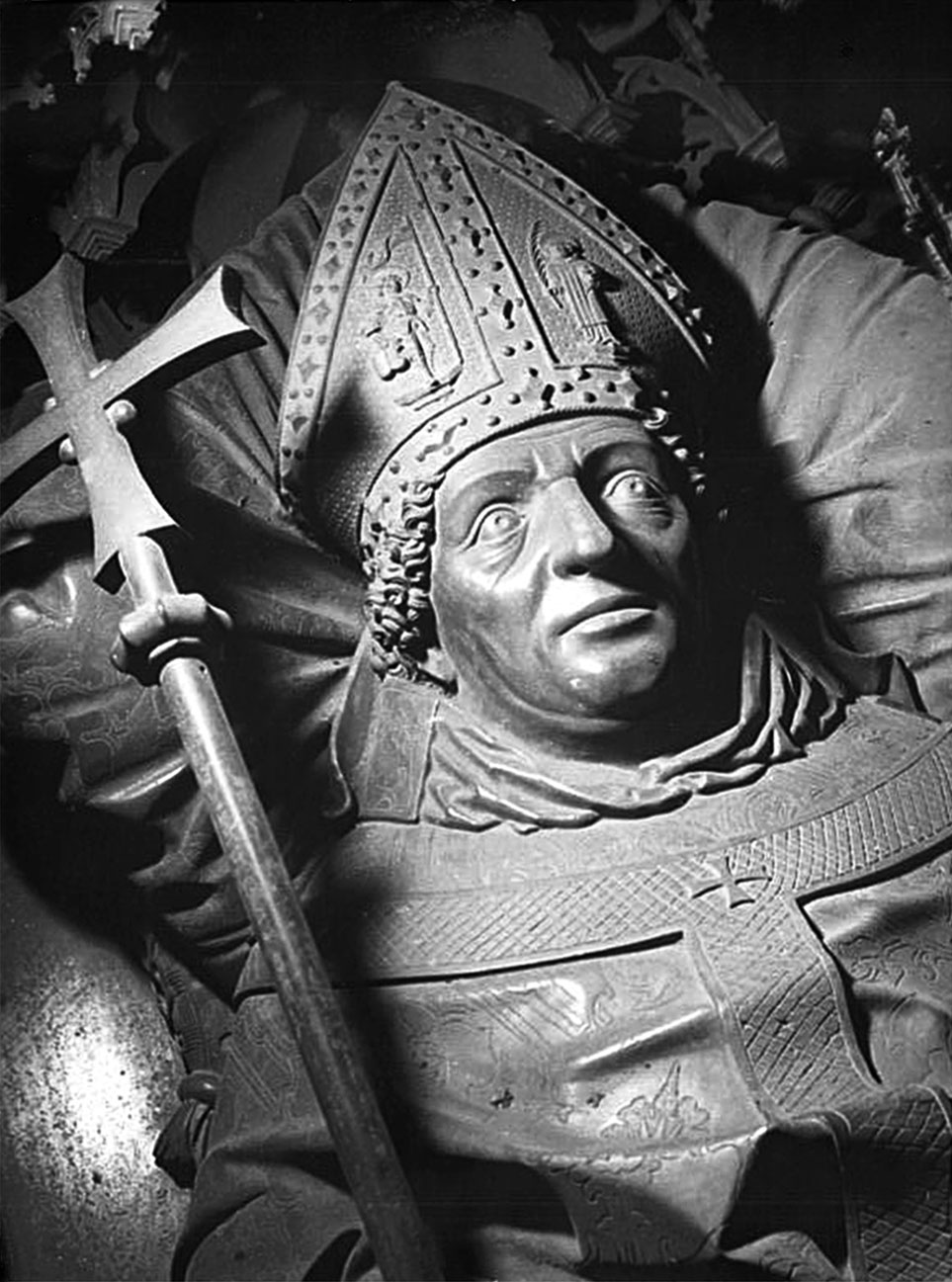
Ernst von Sachsen

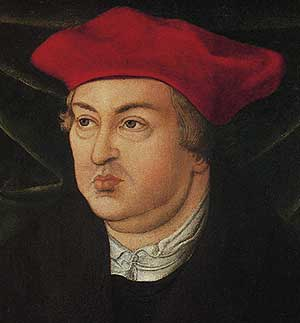
Albrecht von Brandenburg

## Erzbischöfe

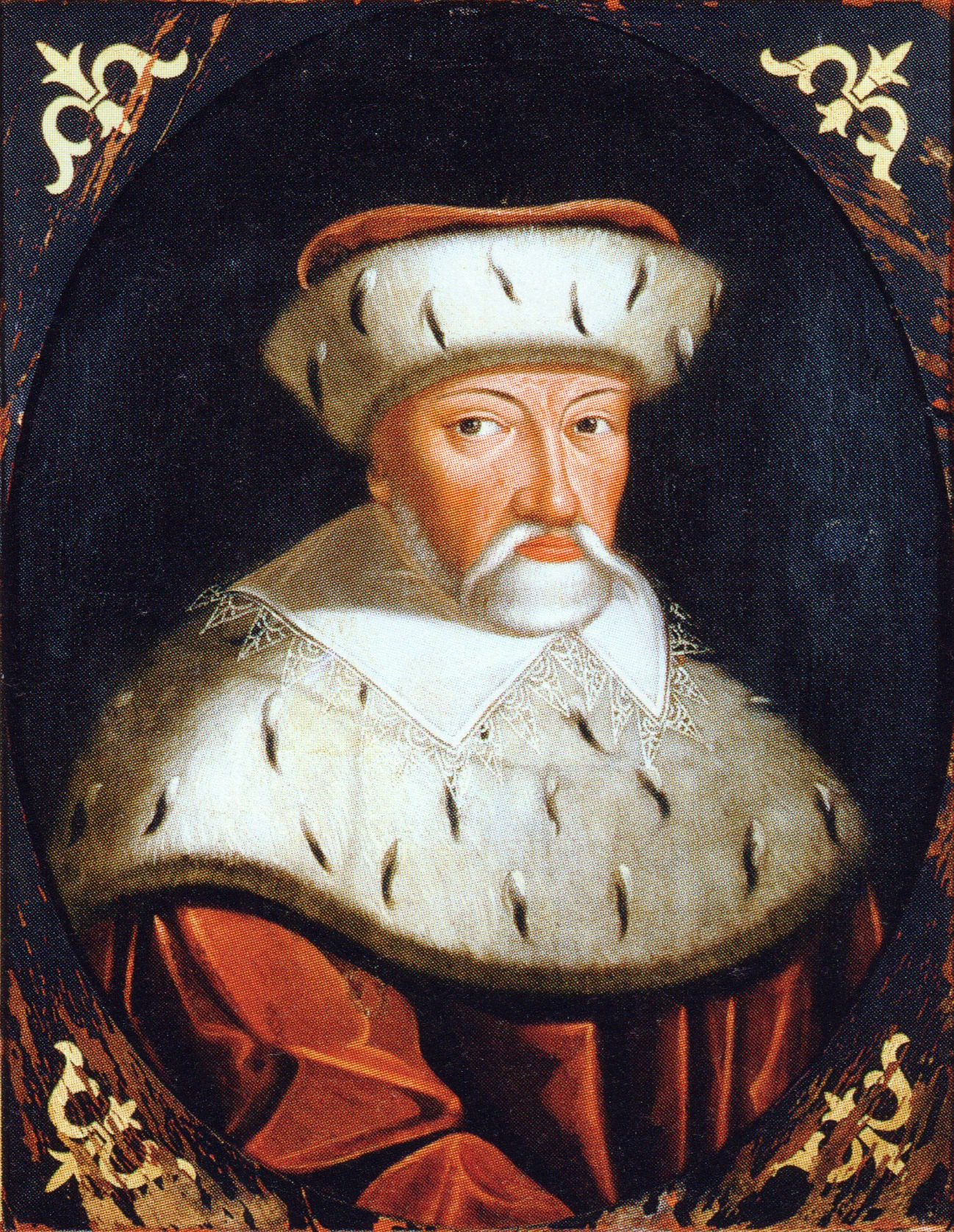
Joachim Friedrich, Markgraf von Brandenburg

| Name                                                                            | von  | bis  |
| ------------------------------------------------------------------------------- | ---- | ---- |
| Adalbert                                                                        | 0968 | 0981 |
| Giselher                                                                        | 0981 | 1004 |
| Tagino                                                                          | 1004 | 1012 |
| Waltard (Dodico)                                                                | 1012 | 1012 |
| Gero                                                                            | 1012 | 1023 |
| Humfried                                                                        | 1023 | 1051 |
| Engelhard                                                                       | 1052 | 1063 |
| Werner von Steußlingen                                                          | 1063 | 1078 |
| Hartwig, Graf von Spanheim                                                      | 1079 | 1102 |
| Hartwig, Abt von Hersfeld (Gegenerzbischof)                                     | 1085 | 1088 |
| Heinrich I., Graf von Assel                                                     | 1102 | 1107 |
| Adalgod von Osterburg                                                           | 1107 | 1119 |
| Rudgar, Graf von Veltheim                                                       | 1119 | 1125 |
| Norbert von Xanten, Begründer der Prämonstratenser, 1621 heiliggesprochen       | 1126 | 1134 |
| Konrad I., Burgherr von Querfurt                                                | 1134 | 1142 |
| Friedrich I., Graf von Wettin                                                   | 1142 | 1152 |
| Wichmann von Seeburg (Verweser von 1152 bis 1154)                               | 1152 | 1192 |
| Ludolf von Kroppenstedt                                                         | 1192 | 1205 |
| Albrecht I./II., Graf von Käfernburg                                            | 1205 | 1232 |
| Burchard I., Graf von Woldenberg                                                | 1232 | 1235 |
| Wilbrand, Graf von Käfernburg                                                   | 1235 | 1253 |
| Rudolf von Dingelstädt                                                          | 1253 | 1260 |
| Rupert, Graf von Mansfeld                                                       | 1260 | 1266 |
| Konrad II., Graf von Sternberg                                                  | 1266 | 1277 |
| Günther I., Graf von Schwalenberg                                               | 1277 | 1278 |
| Bernhard, Graf von Wölpe                                                        | 1279 | 1282 |
| Sedisvakanz                                                                     | 1282 | 1283 |
| Erich, Markgraf von Brandenburg                                                 | 1283 | 1295 |
| Burchard II., Graf von Blankenburg                                              | 1295 | 1305 |
| Heinrich II., Fürst von Anhalt                                                  | 1305 | 1307 |
| Burchard III., Graf von Schraplau                                               | 1307 | 1325 |
| Heideke von Erffa                                                               | 1326 | 1327 |
| Otto von Hessen                                                                 | 1327 | 1361 |
| Dietrich von Portitz (auch: Dietrich Kagelwit)                                  | 1361 | 1367 |
| Albrecht II./III., Graf von Sternberg                                           | 1368 | 1372 |
| Peter Gelyto                                                                    | 1372 | 1381 |
| Ludwig, Markgraf von Meißen (Administrator)                                     | 1381 | 1382 |
| Friedrich II., Graf von Hoym                                                    | 1382 | 1382 |
| Albrecht III./IV., Burgherr von Querfurt                                        | 1382 | 1403 |
| Günther II., Graf von Schwarzburg                                               | 1403 | 1445 |
| Friedrich III., Graf von Beichlingen                                            | 1445 | 1464 |
| Johann, Pfalzgraf von Pfalz-Simmern                                             | 1464 | 1475 |
| Ernst, Herzog von Sachsen                                                       | 1476 | 1513 |
| Albrecht IV./(V.), Markgraf von Brandenburg (auch Kurfürst von Mainz)           | 1513 | 1545 |
| Johann Albrecht, Markgraf von Brandenburg                                       | 1545 | 1550 |
| Friedrich IV., Markgraf von Brandenburg                                         | 1551 | 1552 |
| Sigismund, Markgraf von Brandenburg (letzter vom Papst bestätigter Erzbischof)  | 1553 | 1566 |
| Erwählte Erzbischöfe und Administrator                                          |      |      |
| Joachim Friedrich, Markgraf von Brandenburg (Lutherischer Erwählter Erzbischof) | 1566 | 1598 |
| Christian Wilhelm, Markgraf von Brandenburg (Lutherischer Erwählter Erzbischof) | 1598 | 1631 |
| Leopold Wilhelm, Erzherzog von Österreich (Katholischer Administrator)          | 1631 | 1635 |
| August, Herzog von Sachsen-Weißenfels (Lutherischer Erwählter Erzbischof)       | 1638 | 1680 |

Im Jahre 1680 wurde das Erzstift Magdeburg säkularisiert und als erbliches Herzogtum dem Herrschaftsbereich des Kurfürstentums Brandenburg angeschlossen.

## Bischöfe
Das Bistum Magdeburg wurde am 8. Juli 1994 vom Erzbistum Paderborn abgetrennt und durch Papst Johannes Paul II. wieder zu einem eigenständigen Bistum erhoben.
| Name          | Bild              | Wappen | von              | bis           |
| ------------- | ----------------- | ------ | ---------------- | ------------- |
| Leo Nowak     | Bischof Leo Nowak |        | 8. Juli 1994     | 17. März 2004 |
| Gerhard Feige | Gerhard Feige     |        | 23. Februar 2005 |               |